# Hymenopappus filifolius
Hymenopappus filifolius là một loài thực vật có hoa trong họ Cúc. Loài này được Hook. mô tả khoa học đầu tiên năm 1833.